# Jessica erythrostoma
Jessica erythrostoma là một loài nhện trong họ Anyphaenidae.
Loài này thuộc chi Jessica. Jessica erythrostoma được Cândido Firmino de Mello-Leitão miêu tả năm 1939.